# 뤼트 헤일스
뤼트 헤일스(Ruud Geels, 본명: 뤼트 바리아 헤일스, 본명 영어: Geertruida (Ruud) Maria Geels, 1948년 7월 28일~2023년 11월 18일)는 공격수로 활약한 네덜란드의 축구 선수였다. 1974년 서독 월드컵과 유로 1976에 참가한 바 있다.